# Catharanthus ovalis
Catharanthus ovalis är en oleanderväxtart. Catharanthus ovalis ingår i släktet Catharanthus och familjen oleanderväxter.

## Underarter
Arten delas in i följande underarter:
- C. o. grandiflorus
- C. o. ovalis